# Roeland van den Boorn
R.A.M.M. (Roeland) van den Boorn (7 oktober 1942) is een Nederlands politicus van de KVP en later het CDA.
Hij werd geboren als zoon van Marcel Clément Joseph van den Boorn (1913-1989; kno-arts) en Aleijdis Rudolphine Maria van den Biesen (1915-1997). Hij was chef van het kabinet van de burgemeester van Haarlemmermeer voor hij in februari 1980 op 37-jarige leeftijd benoemd werd tot burgemeester van de toenmalige Noord-Brabantse gemeente Esch. Hij volgde toen zijn partijgenoot Piet Walboomers op, die in de zomer van 1979 de burgemeester van Reusel werd. In februari 1987 volgde zijn benoeming tot burgemeester van de Gelderse gemeente Wehl, wat Van den Boorn zou blijven tot die gemeente op 1 januari 2005 opging in de gemeente Doetinchem.